# Нинџа корњаче: Нова мутација
Нинџа корњаче: Нова мутација (енгл. Ninja Turtles: The Next Mutation) америчка је играна телевизијска серија, која се емитовала на каналу Фокс кидс од 1997. до 1998. базирана на замишљеном тиму суперхероја. Од 24. августа 2018. дистрибутер серије је Олспарк и ликови су у власништву Вајакома.
Серија приказује много нових елемената Нинџа корњачама, укључујући женску корњачу Венеру (названа по познатој статуи) и нове главне антагонисте, војска змајева које предводи зли Господар Змајева.
Серија је била промовисана (у неким од промотивних материјала) као наставак телевизијске серије из 1987, али је серија уместо тога лабаво пратила континуитет трилогије играног филма из 1990-их. Корњаче су живеле у истој напуштеној железничкој станици у другом и трећем филму, Шредерево лице је канџасто као у оригиналном филму, а Сплинтерево ухо је исечено као у оригиналном филму. Међутим, филмови и серије приказују различите стилове, Шредер је жив (и више није Супер Шредер), а Ејприл О’Нил и Кејси Џоунс су одсутни. У разликама од других верзија Нинџа корњачама, Леонардо наводи у другој епизоди да корњаче нису крвно повезане, док други медији експлицитно представљају корњаче као биолошку браћу.
Остале значајне разлике пронађене су у оружју корњача; Леонардо носи једну двоножну нинџату уместо две катане (иако је показано да поседује две у неколико епизода), Донатело има метално оружје уместо дрвеног бо оружја, а Рафаелове две саи се могу спојити; и Микеланђелово препознатљиво оружје било је пар тонфа (његово оружје варира у другим медијима, нунчаке, забрањене су на неколико места). Надаље, назив серије је промењен у неколико еропских земаља на Хероји корњаче: Нова мутација под разним цензорским одлукама, као и код већине резултата франшизе. Серија је делимично базирана на четвртом филму који никада није објављен у филмској серији Млади мутанти нинџа корњаче под називом Млади мутанти нинџа корњаче IV: Нова мутација.
Серија је снимљена у Ванкуверу у Британској Колумбији, Канада.
Током 2011, Сабан је повратио права на серију од Дизнија. Године 2018. права су пребачена на Олспарк заједно са другим Сабан власништвом.

## Синопсис
Током њихове битке са кланом Стопала, Млади мутанти нинџа корњаче сусрећу се са новом корњачом, названом Венера, који користе њене способности како би поразили Шредера и његов клан Стопала. Након тога, она помаће корњачама да поразе Господара Змајева који током заплета успева да побегне из зачараног стакла са циљем да освоји свет.

## Емитовање и синхронизација у Србији
Играну серију Нинџа корњаче: Нова мутација синхронизовао је студио Идеограм. Емитовала се на Хепи ТВ од 2012. године.
У оквиру игране серије  Моћни Ренџери у свемиру  (сезона 6, епизода 4 - Оклопни шок) на РТВ Пинку (1999—2000) емитован је кросовер са Нинџа Корњачама: Нове Мутације.